# Живокость редкоцветковая
Живоко́сть редкоцветко́вая, или Дельфи́ниум редкоцветко́вый, или Шпо́рник редкоцветковый (лат. Delphinium laxiflorum) — вид двудольных растений рода Живокость (Delphinium) семейства Лютиковые (Ranunculaceae). Вид впервые описан швейцарско-французским ботаником Огюстеном Пирамом Декандолем в 1817 году.
Синоним — Delphinium amoenum Steven ex DC.

## Распространение и среда обитания
Эндемик Сибири (Россия). По данным различных источников, ареал вида включает в себя Западную, либо Западную и Среднюю Сибирь.
Встречается в степях, на склонах, бедных почвах.

## Ботаническое описание
Стебель облиственный, высотой 100—150 см. Стебель и листья опушённые.
Листья сердцевидные.
Соцветие редко разветвлённое. Цветки крупные, светло-голубого цвета, бархатистые.
Плод — листовка.
Ядовита.
Цветёт с июня по июль (в течение одного месяца), плодоносит в августе.

## Охранный статус
Занесена в Красные книги Красноярского края, Новосибирской и Омской областей и Республики Хакасия.